# ビッグ・サヴォット&ザ・ディープ・マンコ
ビッグ・サボット&ザ・ディープ・マンコ(Big Savod And The Deep Manko)は、ドイツで結成されたバンドである。
バンドは1985年のマイセンで結成された。結成時のメンバーはアンドレアス・マイヤー、ヴィンコ・ハーク、ラインハルト・グライの3人である。メンバーは皆アマチュアで、バンドは当初「プルトニウム・ダハシュタイン」、「ビリー・シアーズ」、「ワン・アンド・オンリーズ」などの名前を名乗っていた。1988年1月にバンドは東ドイツ当局から中等級の認定を受けた。
1989年の初頭、ベルリンに移っていた結成メンバー3人は、新メンバーとしてトルペド・マールスドルフのノルベルト・クナークとミッシェル・バレージのヤン・ローダをバンドへ迎え入れた。その後バンドにはハーブスト・イン・ペキンのアレックス・イスツチェンコとトルステン・ラータイシャックも加入している。
バンドは東ドイツにおける随一のオルタナティブ・バンドという評価を得ていた。ジャンルとしてはニュー・ウェイヴに分類される。

## ディスコグラフィ
- 1989: MC
- 1991: Ladies (12")
- 1992: Small Town Girl (CD), SPV-Records
- 1993: Keep on Rockin’ in a Free World (EP)

## メンバー
- ヤン・ローデ（アコーディオン、バイオリン）
- ヴィンコ・ハーク（ドラムス、ボーカル）
- ラインハルト・グライ（ボーカル、エレクトリック・ギター）
- ノルベルト・クナーク（サックス、ボーカル）
- アンドレアス・マイヤー（ボーカル、ベース・ギター）
- アレックス・イスツチェンコ（ギター）
- トルステン・ラータイシャック（キーボード）